# Kimberly Goss
Kimberly Goss, född 1978 i Los Angeles, är en amerikansk musiker. Hon är sedan 1998 sångare i det svensk-finska power metal-bandet Sinergy. Tidigare har hon spelat keyboard i Ancient, Therion, Dimmu Borgir och Children of Bodom. 
Goss föddes i Los Angeles, Kalifornien som dotter till en koreansk far och en tysk-amerikansk mor. Hon har tidigare varit gift med Alexi Laiho.

## Diskografi

### Med Ancient
Studioalbum
- 1995 – The Cainian Chronicle

### Med Children of Bodom
Studioalbum
- 1999 – Hatebreeder (gästmusiker)

### Med Sinergy
Studioalbum
- 1999 – Beware the Heavens
- 2000 – To Hell and Back
- 2002 – Suicide By My Side

### Med Warmen
Studioalbum
- 2000 – Unknown Soldier (gästmusiker)